# Éric Nonn
 (septembre 2013).
Si vous disposez d'ouvrages ou d'articles de référence ou si vous connaissez des sites web de qualité traitant du thème abordé ici, merci de compléter l'article en donnant les références utiles à sa vérifiabilité et en les liant à la section « Notes et références ».
Éric Nonn est un écrivain français, né le 18 mai 1947 à Neuilly-sur-Seine et mort le 22 juillet 2017 à Uzès.
il est également acteur, metteur en scène et dramaturge.

## Biographie
Éric Nonn est né le 18 mai 1947 à Neuilly-sur-Seine. Il a suivi des études à Louis le Grand, lycée prestigieux de Paris. La première partie de sa carrière est consacrée à la mise en scène, principalement de pièces de théâtre, à la comédie, ainsi joue-t-il dans plusieurs projets sous la houlette de différents metteurs en scène. Durant ces années il collabore aussi à des projets pour la musique et le cinéma, à différents postes, allant du rôle de comédien à celui de réalisateur de courts-métrages. Ce n'est qu'après 1975 qu'il se consacre pleinement à l'écriture. 

## Œuvres

### Livres
- Une question de jours, Éditions Denoël, 1984.
- Blanc Métal, Éditions Denoël, 1987.
- Carlingue, Éditions Julliard, 1988.
- Venise Interdite, Éditions Claire Martin Du Gard, 1990.
- Imerina, Éditions Verticales - Gallimard, 1998.
- N’Gomo, Éditions Verticales - Gallimard, 1999.
- Madras (Note-book-Ramanujan), Éditions Verticales - Gallimard, 2002.
- Quinze Études de nu, Éditions Actes Sud, 2005.
- Museum, Éditions Actes Sud, 2005.
- Butterfly II, Éditions Actes Sud, 2007.
- Par-delà le Mékong, Édition du Seuil, 2011.
- Là-bas, ils ne tuent pas les oiseaux dans le ciel, Éditions des Busclats, 2014.

### Opéra
- Livret de l’opéra Joseph Merrick dit Elephant man, 2000
Musique : Laurent Petitgirard. Création à Prague et reprise à Opéra de Nice dans une mise en scène de Daniel Mesguich
Nouvelle mise en scène aux États-Unis, de Doug Varone à l’opéra du Minnesota (2006)
À Paris, à Pleyel, en version de concert, le 19 février 2008.

### Théâtre
- Les Noces à l’envers, l’Avant-Scène Mentès, diffusé sur France Culture.
- Mon ami Max Jacob, diffusion sur France Culture en Septembre 2007.